# 緑の黒髪
『緑の黒髪』（みどりのくろかみ）は、望月花梨による日本の漫画作品。
『花とゆめ』（白泉社）にて2001年4号から6号に掲載された。

## あらすじ
両親の再婚で姉弟になったいづみと悟郎。
小学生の頃、悟郎がいづみの長い髪を切ってしまったことがあった。それ以来、いづみは髪を伸ばさなくなる。
髪が伸びてくると、漠然と不安が頭をもたげる。均衡を保ってきた2人の関係が崩れるのではないかと。封印された2人の想いとは……。

## 登場人物
小野 いづみ（おの いづみ）
高校2年生。実母の気まぐれで妙な躾をされ、人と違った習慣を持っている。
小野 悟郎（おの ごろう）
高校2年生。いづみとは同い年。母親が躾に厳しいため、行儀は良い。
小野 美里（おの みさと）
いづみと悟郎の母親。悟郎の実母。いづみに愛情が湧かない。
小野 賢治（おの けんじ）
いづみと悟郎の父親。いづみの実父。
武田（たけだ）
いづみと悟郎の同級生。陸上部所属。

## 収録作品
シャボン
『花とゆめ』2001年14号-16号に掲載
憧れの存在である大好きなお姉ちゃんに貰ったシャボンは、ずっと明那の宝物である。
上京し、東京の大学に通っているはずの姉が隣町で目撃された。見間違いかもしれないと思ったが、連絡が取れない。両親が留守であるのを幸いに、一人東京へと旅立った明那。姉は見つからず、お金も盗まれてしまうという災難に見舞われる中、一人の男と出会う。